# Friedrich Otto Wünsche
Friedrich Otto Wünsche (ur. 19 marca 1839 w Milkel, zm. 7 stycznia 1905 w Zwickau) – niemiecki botanik i mykolog.
Urodził się we wsi Milkel na Dolnych Łużycach. Niektóre z jego prac naukowych:
- Die Alpenpflanzen. Eine Anleitung zu ihrer Kenntnis. Verlag von Gebr. Thost, Zwickau i. S. 1893
- Schulflora von Deutschland. Nach der analytischen Methode bearbeitet. B. G. Teubner, Leipzig 1871 MDZ München
- Die Pflanzen Deutschlands: eine Anleitung zu ihrer Kenntnis. 7. Auflage [1.–6. Auflage u. d. T.: Schulflora von Deutschland]. B. G. Teubner, Leipzig 1897
- Anleitung zum Botanisieren und zur Anlegung von Pflanzensammlungen. 4. Auflage, Verlagsbuchhandlung Paul Parey, Berlin 1901[2].

W nazwach naukowych utworzonych przez niego taksonów dodawane jest jego nazwisko Wünsche.